# Verdadism
Verdadism (Вердадизм) — направление в современном искусстве, созданное (и названное, так как именно она придумала этот термин) американской художницей пуэрто-риканского происхождения Сораидой Мартинез (род. 30 июля 1956 года).

## Термин
Слово вердадизм является комбинацией испанского слова Verdad (означающего «правда») и суффикса -ism, означающего теорию.

## Цель
Основной целью создания произведений в рамках вердадизма, в том числе его основоположницей, является ускорить социальные изменения, продвинуть в мире понимание гуманности, научить толерантности и увеличить возможности личности. Для этого художник стремится выстроить личные отношения со зрителем.

## История
Первая выставка Сораиды Мартинез в жанре вердадизма под названием Soraida’s Verdadism: The Intellectual Voice of A Puerto Rican Woman on Canvas; Unique, Controversial Images and Style прошла в 1994 году в Кэмдене, штат Нью-Джерси — в то время одном из самых бедных и криминальных городов США.
24 апреля 2014 года в Пенсильванском университете прошла выставка «My Verdadism Artist». В 2017 году работы основоположницы жанра были представлены на выставке Racism and Sexism Women’s History Month Exhibition.

## Составляющие
Вердадизм состоит из двух неотъемлемых частей: визуального компонента и письменного комментария.
На визуальную составляющую вердадизма оказали влияние американский абстрактный экспрессионизм, принципы фовизма, элементы сюрреализма и западно-африканская скульптура. Для вердадизма характерно намеренное упрощение форм и структуры изображения, широкие плоские области основных цветов и изображение геометрических фигур. Нередко используются абстрактные человеческие фигуры, руки у которых показаны в виде блоков, а формы тел нарисованы вытянутыми.
Комментарии же, описывающие эмоции, ситуации и опыт, являются по своей природе социальными и подвержены влиянию прав человека, гражданских прав в США, феминистского движения, а также социально-политического активизма группы (а первоначально группировки), известной как Young Lords. Они призваны помочь лучше понять смысл той или иной работы, а также передать чувства художника по отношению к изображаемому на картине.
Комментарии основаны на личном жизненном опыте «матери» вердадизма Сораиды Мартинез и наблюдениями за жизнью американского общества с конца XX века по настоящее время в разных её проявлениях. Нередко речь в комментариях идёт о расизме, сексизме, стереотипах, абортах, феминизме, отчуждении, этноцентризме и отношениях.